# Irra
Irra es un centro poblado del departamento de Risaralda (Colombia), bajo jurisdicción del municipio de Quinchía. Ubica en la orilla izquierda del río Cauca, albergan la tercera parte del municipio de Quinchía.
El origen del nombre se debe a la tribu indígena que ocupó el territorio.

## Historia
Irra nació al pie del ferrocarril de Occidente y bajo el ruidoso padrinazgo de las cantinas.
En marzo de 1959 se contrató la construcción de la carretera Irra- Supía, para unir La Pintada (Antioquia) con el punto Tres Esquinas en Manizales, pasando por La Felisa e Irra; así se obvió el largo y escabroso tramo por Valparaíso y Caramanta.
Por la Ordenanza n.º 11 de noviembre de 1965 Irra se erigió en corregimiento.

## División Territorial
El centro poblado Irra se divide en ocho barrios.
Además, su zona rural se encuentra organizado en las siguientes veredas: Guerrero, Aguasalada, Aguas Claras, Mápura, Los Medios, Risaraldita, Sausaguá, El Chuscal, Ginebra, Corozal, El Callao y la Esmeralda. 

## Economía
La ganadería, la agricultura, la minería y el comercio son las bases de la subsistencia de Irra.  
Se explotan filones de oro en la veredas Las Trojes, Miraflores, Guerrero, Aguasclaras y La Esmeralda. El oro de aluvión se extrae en las veredas Mápura, El Callao, Ceibal y Chuscal Bajo, en El Callao se extrae caolín y hay ladrilleras en Sardineros y Chuscal Bajo. 
Cerca del puerto se encuentran varas fuentes saladas, petroglifos y  comunidades umbras que cultivan caña y cacao. 